# Keetia procteri
Keetia procteri är en måreväxtart som beskrevs av Diane Mary Bridson. Keetia procteri ingår i släktet Keetia och familjen måreväxter.
Artens utbredningsområde är Tanzania. Inga underarter finns listade i Catalogue of Life.